# Zbiornik retencyjny w Suchym Lesie
Zbiornik w Suchym Lesie – budowany zbiornik retencyjno-przesączający, zlokalizowany na Rowie Złotnickim w Suchym Lesie przy ul. Bogusławskiego. Służyć będzie do okresowego przetrzymywania nadmiaru wód w czasie intensywnych przyborów.

## Geneza i funkcja
Budowa zbiornika spowodowana została katastrofalną jakością wód prowadzonych przez Rów Złotnicki do Jeziora Strzeszyńskiego (popularnego akwenu rekreacyjnego mieszkańców Poznania) z gwałtownie rozbudowujących się obszarów podmiejskich Suchego Lasu i Złotnik. Zbiornik będzie spowalniał spływ i przesączał (oczyszczał) wody, zanim trafią one do jeziora. Odpowiadać za to będzie roślinny filtr biologiczny. Drugą funkcją zbiornika będzie ochrona okolicznych domów przed zalewaniem. 

## Parametry
Zbiornik będzie miał powierzchnię około dwóch hektarów (powierzchnia tafli wody to 1,7 hektara, a filtra biologicznego około 0,3 hektara). Średnia głębokość wyniesie około 1,3 metra. Zbiornik przyjmie około 11 000 m³ wody. Prace budowlane rozpoczęły się w kwietniu 2018, a ich zakończenie planowane jest na wrzesień 2018.

## Finansowanie
Przedsięwzięcie budowlane współfinansowane jest ze środków Europejskiego Funduszu Rozwoju Regionalnego w ramach Wielkopolskiego Regionalnego Programu Operacyjnego na lata 2014-2020. Całkowity koszt inwestycji miał wynieść około sześć milionów złotych (trzy miliony z budżetu unijnego), ale planowane są oszczędności na sumę około 2,5 miliona złotych.